# Hyalinobatrachium munozorum
Hyalinobatrachium munozorum är en groddjursart som först beskrevs av Lynch och William Edward Duellman 1973.  Hyalinobatrachium munozorum ingår i släktet Hyalinobatrachium och familjen glasgrodor. Inga underarter finns listade i Catalogue of Life.